# Мамбимби, Феликс
Феликс Конде Мамбимби (фр. Felix Khonde Mambimbi; родился 18 января 2001, Фрибур) — швейцарский футболист, нападающий клуба «Санкт-Галлен».

## Клубная карьера
Уроженец Фрибура, Мамбимби начал футбольную карьеру в командах «Шёнберг» и «Фрибур», после чего стал игроком академии клуба «Янг Бойз» в 2014 году. 17 февраля 2019 года дебютировал за клуб в матче швейцарской Суперлиги против «Цюриха». В сентябре 2019 года подписал контракт с «Янг Бойз» до 2022 года. 19 октября 2019 года забил свой первый гол за «Янг Бойз» в матче чемпионата против «Ксамакса».
31 августа 2022 года перешёл на правах аренды в нидерландский «Камбюр» до конца сезона 2022/23.
2 сентября 2023 года перешёл в «Санкт-Галлен», подписав двухлетний контракт.

## Карьера в сборной
Выступал за сборные Швейцарии до 15, до 16, до 17 и до 19 лет.